# Triumvirato
Il termine triunviro o triumviro (dal latino tres che vuol dire tre e vir che significa uomo → tre uomini) indica ciascuno dei componenti di un gruppo costituito da tre autorità che condividono il potere e il comando su un territorio o un'organizzazione.

## Triumvirati romani
Nella repubblica la condizione necessaria per accedere al cursus honorum era aver precedentemente rivestito le cariche di minore responsabilità che facevano parte del vigintisexvirato che quindi serviva da primo scalino ai figli dei senatori per iniziare la carriera politica. Due dei gruppi che nell'insieme formavano il vigintisexvirato erano costituiti da tre persone:
- triumviri capitales, che aiutavano il pretore nelle cause penali, provvedevano alle esecuzioni di pene capitali nonché alla sorveglianza delle carceri (triumviri carceris lautumiarum);
- triumviri monetales, preposti al funzionamento ed al controllo della zecca.

Esistevano inoltre altri triunviri con diverse funzioni:
- triumvir agrarius, triunviro agrario (uno dei tresviri agris dandis assignandis, triunviri incaricati dell'assegnazione delle terre ai coloni);
- triumviri coloniae deducendae, incaricati della fondazione di una colonia;
- triumviri epulones, triunviri epuloni, sacerdoti sovraintendenti i banchetti sacrificali;
- triumviri mensarii, triunviri tesorieri, incaricati di pagamenti per conto dello Stato, creati nel 216 a.C. (i primi furono Lucio Emilio Papo, Marco Atilio Regolo e il tribuno della plebe, Lucio Scribonio Libone);[2]
- triumviri nocturni, triunviri di vigilanza notturna.

Per due volte sul finire della Repubblica romana il potere si concentrò nelle mani di tre persone, conosciute come triunvirato. Ogni volta l'alleanza durò poco e si passò alla guerra civile:
- Primo triumvirato (Cesare, Pompeo, Crasso)
- Secondo triumvirato (Ottaviano, Antonio, Lepido)

In vari municipi, sottoposti al governo di Roma, anche durante il principato, i magistrati che amministravano la città, se facevano parte di un collegio composto da tre persone prendevano il nome di  triunviri.
In età imperiale il titolo fu adoperato nuovamente per magistrature politiche, per lo più di breve durata.

## Triunvirati medievali

### Signoria di Milano
- Con la morte di Galeazzo I Visconti (1327), il figlio unico Azzone gli succedette con il titolo di Vicario Imperiale di Milano, comprato dall'Imperatore Ludovico il Bavaro. Nel 1332, gli si associarono gli zii Luchino e Giovanni Arcivescovo "Ambrosiano", formando così una sorta di triunvirato. L'esclusione dal governo dell'altro zio Lodrisio scatenò da parte di quest'ultimo un desiderio di rivalsa che, dopo una serie di inutili congiure, portò allo scontro armato nella Battaglia di Parabiago (21 febbraio 1339), la quale si concluse con la vittoria dei triunviri, agevolati da un'apparizione miracolosa di Sant'Ambrogio. Con la morte di Azzone, avvenuta nell'agosto dello stesso anno, il triunvirato visconteo "decadde", rimanendo al governo i due zii.

## Triunvirati moderni

### Repubblica Romana
- la Repubblica Romana del 1849 fu guidata da un triumvirato costituito da Giuseppe Mazzini, Aurelio Saffi e Carlo Armellini. (29 marzo - 1º luglio 1849) e poi dal 1º al 4 luglio 1849 da Aurelio Saliceti, Alessandro Calandrelli e Livio Mariani.

La repubblica venne soppressa dai francesi il 3 luglio 1849.

### Nuovo mondo
- Nell'attuale Repubblica Dominicana, per due volte ci furono triumvirati:
  - dal 29 maggio al 22 agosto 1866 - primo Triumvirato con Pedro Antonio Pimentel Chamorro, Gregorio Luperón e Federico de Jesús García.
  - dal 26 settembre 1963 al 25 aprile 1965 - secondo Triumvirato con Emilio de los Santos (sostituito poi da Donald Joseph Reid Cabral), Manuel Enrique Tavares Espaillat e Ramón Tapia Espinal.
- Nelle Province Unite del Río de la Plata (entità territoriale precedente all'indipendenza dell'Argentina) ci sono stati triumvirati che governarono il paese fra il 1811 e il 1815:
  - Primo Triunmvirato  (1811-1812), composto da Manuel de Sarratea, Juan José Paso, poi sostituito da Juan Martín de Pueyrredón, e Feliciano Chiclana;
  - Secondo Triumvirato (1812-1814), composto da Antonio Álvarez Jonte, poi sostituito da Gervasio Posadas, Juan José Paso, poi sostituito da José Julián Pérez, e Nicolás Rodríguez Peña.
  - Venne formato anche un Terzo Triumvirato (1815), composto da José de San Martín, Manuel de Sarratea e Matías de Irigoyen, che però non esercitò effettive funzioni di governo.

## Altri triunvirati
Il termine è stato impiegato in forma non ufficiale per altri gruppi di tre persone in posizioni similari:
- Triunvirato ottomano: una formula indicante l'Interregno ottomano, che ha guidato l'Impero ottomano all'inizio del XV secolo
- Grande Triumvirato (John Calhoun, Henry Clay, Daniel Webster), che ha dominato politicamente gli Stati Uniti negli anni '30 e '40 del 1800.
- Triunvirato Paraguaiano
- Troika (triunvirato)
- Triunvirato: all'interno del direttorio Lilliput, guida Lilliput dal 10 febbraio al 27 aprile 2008 assommando alla guida del direttorio le funzioni che le assemblee Lilliput assegnavano alla segreteria tecnico-operativa, abolita dal direttorio fino al 30 giugno 2008.
- In Attacco all'Occidente, un moderno impero europeo è gestito da un Triunvirato.
- Nella saga letteraria Le Sfide di Apollo, l'antagonista principale è un triumvirato formato da Nerone, Commodo e Caligola.
- Ne La favola della Trojka, romanzo dei fratelli Strugackij, una particolare forma di triumvirato, la Trojka, decide sulla razionalizzazione e il reimpiego dei fenomeni inspiegati. Il termine racchiude in sé più accezioni analoghe e richiama la tradizione e storia russa, soprattutto la commissione di tre membri che vanta un potere giudiziario assoluto, senza limiti giuridici e che era lo strumento del terrore negli anni '30.